# WMNF (Radiosender)
Koordinaten: 27° 49′ 11″ N, 82° 15′ 38″ W
WMNF ist ein Community-Radiosender in Tampa im US-Bundesstaat Florida.
Er strahlt auf Ultrakurzwelle (UKW) 88.5 MHz mit 6,6 kW aus.

## Programm
Auf WMNF läuft die Sendung Two Worlds Indigenous Radio mit Alvon Griffin. Während der Proteste von über hundert Indianerstämmen gegen einen Pipelinebau durch vier US-Bundesstaaten übertrug WMNF als einer der ersten Sender das Standing Rock Spirit Resistance Radio aus der Standing Rock Reservation.

## Simulcasts
WMNF nutzt alle vier möglichen HD-Radio-Kanäle:
- HD-1 WMNF
- HD-2 Neue Indie Musik
- HD-3 überträgt The Source, Nachrichten und Kultur
- HD-4 Hawk-Radio, der Studentensender des Hillsborough Community College (HCC) und HCC Sports Broadcasts